# Harlesberg
Harlesberg ist ein Gemeindeteil von Theisseil im Landkreis Neustadt an der Waldnaab im bayerischen Regierungsbezirk Oberpfalz.

## Geographische Lage
Harlesberg liegt 380 m südwestlich der Kreisstraße 27, die Neustadt an der Waldnaab mit Theisseil verbindet.
370 m südwestlich von Harlesberg fließt die Waldnaab von Norden nach Süden.
1,3 km westlich von Harlesberg verläuft die Bahnstrecke Weiden–Oberkotzau mit dem Bahnhof von Altenstadt an der Waldnaab.
Harlesberg liegt 680 m südwestlich von Roschau, 1,5 km südöstlich von Altenstadt an der Waldnaab und 4 km nordwestlich von Theisseil.

## Geschichte
Der Wittelsbacher Ludwig der Strenge kaufte 1262 die Herrschaft Störnstein von Ulrich Stör und vereinigte sie mit der Herrschaft Neustadt zur Herrschaft Störnstein-Neustadt.
Das Geschlecht der Störe war eine Zweiglinie der Herren von Murach, die verbunden waren mit den Ortenburgern.
Dieser Kauf war ein Versuch der Wittelsbacher, den Einfluss der Ortenburger in der Oberpfalz zu vermindern.
Das Salbuch Ludwig des Strengen aus dem Jahr 1283 verzeichnete Harlesberg mit 4 Höfen und einer Mühle als zur Herrschaft Störnstein gehörig.
Harlesberg (auch „Hornungesperch, Hornungsperg, Horminsperch, Horungsperg, Harungsperg, Harnesberg, Harmesperg, Harlesperg, Harleßberg“) wurde in den Urbaren von 1285 und 1326, im Böhmischen Salbüchlein von 1366 und 1382 erwähnt.
Im Zinsregister von 1514 und in den Urbaren von 1602 und 1653 wurde Harlesberg mit 2 Höfen aufgeführt.
Auf einer handgezeichneten Karte von 1573 ist Harlesberg eingetragen.
Harlesberg gehörte zur lobkowitzischen Herrschaft Störnstein-Neustadt.
Zu dieser Herrschaft gehörten die Ortschaften Haidmühle, Sauernlohe, Neustadt an der Waldnaab, Störnstein, Wiedenhof, Aich, Roschau, Görnitz, Harlesberg, Altenstadt an der Waldnaab, Mühlberg, Denkenreuth, Ernsthof, Lanz, Oberndorf, Rastenhof, Wöllershof, Botzersreuth, Kronmühle, Sankt Quirin.
Außerdem gehörte das Gebiet von Waldthurn mit 28 Dörfern und Einöden zu dieser Herrschaft.
1641 wurde Störnstein-Neustadt unter Wenzel Eusebius von Lobkowicz zur gefürsteten Grafschaft erhoben.
Das Herrschaftsgebiet war in 4 Viertel geteilt: Neustädter Viertel, Altenstädter Viertel, Denkenreuther Viertel und Oberndorfer Viertel.
Harlesberg gehörte zum Altenstädter Viertel.
Das Steuerbuch von 1742 nannte Harlesberg mit 2 Höfen, 9 Ochsen, 4 Kühen, 2 Jungrindern, 2 Mutterschweinen, 2 Frischlingen, 1 Ziege, 10 Schafe.
Im Mannschaftsregister von 1797 stand Harlesberg mit 2 Höfen und 2 Herrschaftsuntertanen.
Harlesberg war mit der niederen Gerichtsbarkeit, den Diensten, Abgaben und Steuern zum Oberamt Neustadt grundbar.
Die Obrigkeit mit höherer Gerichtsbarkeit und Mannschaft war lobkowitzisch.
1807 verkaufte Fürst Franz Josef von Lobkowitz Herzog zu Raudnitz die gefürsteten Grafschaft Störnstein-Neustadt an das Königreich Bayern.
Harlesberg gehörte zur Gemeinde Roschau.
Roschau war Steuerdistrikt und unmittelbare Landgemeinde, gebildet durch das Gemeindeedikt 1808.
Die Gemeinde Roschau bestand aus den Ortschaften Roschau, Aich, Fichtlmühle, Görnitz, Hammerharlesberg, Harlesberg und Wiedenhof.
Im Zuge der Gebietsreform in Bayern wurde Roschau zusammen mit Edeldorf und Letzau 1972 zur neu gebildeten Gemeinde Theisseil zusammengelegt.

## Einwohnerentwicklung in Harlesberg ab 1817
| Jahr | Einwohner | Gebäude |
| ---- | --------- | ------- |
| 1817 | 20        | 2       |
| 1838 | 18        | 2       |
| 1871 | 16        | 11      |
| 1885 | 23        | 2       |
| 1900 | 18        | 2       |
| 1913 | 17        | 2       |

| Jahr | Einwohner | Gebäude |
| ---- | --------- | ------- |
| 1925 | 26        | 2       |
| 1950 | 17        | 2       |
| 1961 | 18        | 2       |
| 1970 | 16        | k. A.   |
| 1987 | 13        | 3       |
| 2011 | 15        | k. A.   |